# Vålse
Vålse er en landsby på Falster med 207 indbyggere  (2025). Vålse er beliggende i Vålse Sogn 11 kilometer vest for Nørre Alslev og 16 kilometer sydvest for Vordingborg. Landsbyen tilhører Guldborgsund Kommune og er beliggende i Region Sjælland. Vålse Kirke ligger i landsbyen.